# Biotropica
 (mars 2022).
Si vous disposez d'ouvrages ou d'articles de référence ou si vous connaissez des sites web de qualité traitant du thème abordé ici, merci de compléter l'article en donnant les références utiles à sa vérifiabilité et en les liant à la section « Notes et références ».
 (juin 2024).
 (juin 2024).
- Si vous ne connaissez pas le sujet, laissez ce bandeau (vous pouvez alors contacter les auteurs).
- Si vous supprimez le contenu mis en cause (vous pouvez préalablement contacter les auteurs),

argumentez précisément cette suppression dans la page de discussion
(un manque de référence n'est pas un argument ; une recherche réelle de référence doit avoir été effectuée, être formellement documentée).
Les jardins animaliers Biotropica sont un parc zoologique français de Normandie situé dans l'Eure, dans la base de loisirs de Léry-Poses en Normandie, proche de la ville de Val-de-Reuil. Il comprend une énorme serre tropicale de 5 000 m2, ainsi qu'un parc extérieur, pour une superficie totale de 10 hectares.
Le parc accueille environ 200 000 visiteurs par an[source insuffisante].
En 2017, Biotropica devient membre temporaire de l'Association européenne des zoos et aquariums. En 2018, il devient membre permanent.

## Historique
Créé par les propriétaires du zoo de Cerza, la serre zoologique Biotropica a ouvert ses portes le 07 septembre 2012. Elle change de nom en 2015 pour « Les jardins animaliers Biotropica » et accueille dans les années qui suivent de plus en plus de nouvelles espèces. Ils se développent ainsi de nouveaux espaces. Un jardin d'Asie habité par des pandas roux, des loutres, des grues de Mandchourie et des carpes koï (2014). Une crique dans laquelle on retrouve des manchots de Humboldt, des cygnes à cou noir, des érismatures rousses et des ragondins (2015). Une brousse africaine habitée par des suricates, des guépards, des fennecs, des touraos, des calaos, des dik-dik de Kirk et des mangoustes naines (2016). En 2017, la ferme des enfants est réorganisée pour mettre à l'honneur des animaux plus atypiques tels que le cochon laineux et le pigeon hirondelle de Nuremberg. Dans l'année 2018, c'est le nocturama qui est réaménagé ; on y retrouve notamment le dragon de Komodo. Enfin, en 2019, la nurserie des Gavials du Gange est créée et l'enclos de l'anaconda vert est remis en état.

## Espèces présentées
Biotropica accueille près de 200 espèces différentes d'invertébrés, poissons, amphibiens, reptiles, oiseaux et mammifères[réf. nécessaire].

## Naissances remarquables
Biotropica a introduit en octobre 2014 des paresseux à deux doigts (Choloepus didactylus) et a accueilli la première naissance d'un bébé paresseux un an après leur arrivée. Suivront ensuite d'autres naissances de paresseux (novembre 2016, février 2018, mars 2019 et mai 2020).
Flash, le bébé paresseux né en novembre 2016, n'a pas été élevé par sa mère. Ce sont les soigneurs qui se sont occupée de lui et lui ont donné le biberon afin de le sauver[source secondaire souhaitée].
Une autre naissance remarquable a eu lieu en 2015 avec l'arrivée de deux bébés faux-gavial d'Afrique (Mecistops cataphractus). En 2019, huit autres bébés de cette espèce, classé "en danger critique d'extinction" par l' UICN, naîtront dans le parc normand.
De même, Biotropica enregistre la première naissance en captivité en France d'un bébé Coendou (Coendou prehensilis)(2017) et d'un petit tamandua (Tamandua tetradactyla).
En avril 2019, Biotropica accueille des macroscélides de Peters (Rhynchocyon petersi) et enregistre la première naissance française pour cette espèce en juillet.